# Óscar Carrasco
Óscar Carrasco Muñoz (* 26. November 1927; † 31. August 1998) war ein chilenischer Fußballspieler. Der Mittelfeldspieler absolvierte sieben Länderspiele für die chilenische Nationalmannschaft und wurde auf Vereinsebene 1957 chilenischer Meister. 

## Karriere

### Verein
Óscar Carrasco, auch als Maserati bekannt, spielte mindestens von 1953 bis 1958 für den Hauptstadtklub Audax Italiano. Mit dem Klub italienischer Einwanderer gewann er die Meisterschaft 1957. Weiteres über seine Vereinskarriere ist nicht belegt.

### Nationalmannschaft
Óscar Carrasco wurde von Nationaltrainer Luis Tirado für den Campeonato Sudamericano 1953 in Peru nominiert. Dort debütierte er bei der 0:3-Niederlage gegen Paraguay, als er für Atilio Cremaschi in die Partie kam. Maserati absolvierte alle sechs Turnierpartien, davon die ersten beiden als Einwechselspieler. Er wurde mit der La Roja Turniervierter, allerdings nur einen Punkt hinter Turniersieger Brasilien. Danach bestritt Maserati im Oktober 1957 noch ein weiteres Länderspiel in der WM-Qualifikation. Die 0:4-Niederlage gegen Argentinien war das siebte und letzte Spiel im Nationaltrikot für Carrasco.

## Erfolge
Audax Italiano
- Chilenischer Meister: 1957

## Auszeichnungen
- Fußballer des Jahres in Chile: 1953